# 硫代硫酸钡
硫代硫酸钡是一种无机化合物，化学式为BaS2O3。它可由硫代硫酸钠沉淀钡盐得到。在分析化学中，用Ba2+沉淀S2O32-需要S2O32-浓度大于45mg/mL，且硫代硫酸钡容易形成过饱和溶液。

## 制备
硫代硫酸钡可由复分解反应制备：
Na2S2O3 + BaCl2 → BaS2O3↓ + 2 NaCl